# 高地挪威語
高地挪威語（挪威語：Høgnorsk）是一種從新挪威語分裂出來的一種挪威語變種/正字法。高地挪威語拒絕了大多數當時政府針對新挪威語所作的改革， 並堅持伊瓦爾·奧森的原始方案本土挪威語，當中包括取消不發音字母，以及各類僅是爲了表示詞源的拼寫。
高地挪威語該詞最早出現在挪威教授 Torleiv Hannaas 1992年的一篇文章中。Hannaas 教授類比高地德語的叫法創造了該詞，並認爲伊瓦爾·奧森的挪威語書寫方案，真正地考量到挪威中部和西部的山區方言。他將挪威東部的方言稱爲“平原挪威語”。高地挪威語則是指最接近伊瓦爾·奧森方案的正字法。
伊瓦爾·奧森最初將其方案命名爲本土挪威語，對於使用本土挪威語的人士依然，他們通常只會直接稱呼這套正字法爲「挪威語」(Norsk)。“本土挪威語”一詞主要用於政府文件及外界。對於真正使用這套正字法的人依然，本土挪威語的叫法並不討喜，因爲挪威語中的 Lands，除了可以被翻譯爲「國家」，在某些語境下，亦可以翻譯爲「鄉村」。因此本土挪威語的叫法，可能會使這套正字法在城市地區較難被接受。1929年，本土挪威語及另外一套保守的正字法——國家挪威語——被分別更名爲新挪威語及書面挪威語。
挪威政府當時嘗試推行的共同挪威語政策引起了高地挪威語反抗運動。當時政府分別在1938年及1959年推行新挪威語的改革，以圖使之更加與書面挪威語靠近。但改革卻被高地挪威語支持者認爲過於保守，後者於是發起抵抗運動，試圖將新挪威語保持在伊瓦爾·奧森方案的模樣。由於上面提及的消極暗示，抗議者並沒有選擇繼承“本土挪威語”的稱呼，而是更多使用高地挪威語一詞。
1965年，挪威境內各高地挪威語支持者——包括個人及組織——組成了伊瓦爾·奧森聯盟。2002年，挪威正式放棄共同挪威語政策之後，伊瓦爾·奧森聯盟依然保持活躍。